# Паметник на Дабко Дабков
Паметникът на Дабко Дабков е паметник във Варна, разположен на бул. „Княз Борис I“.
Паметникът на архитект Дабко Дабков е открит на 6 април 2016 г. Автор е скулпторът Веселин Костадинов. Фигурата на арх. Дабков е изработена по негова фотография от 1922 г. Архитект Дабко Дабков проектира и участва в изграждането на повече от 200 сгради във Варна.